# 博讷丰 (科雷兹省)
博讷丰（法語：Bonnefond，法語發音：[bɔnfɔ̃]）是法国科雷兹省的一个市镇，属于于塞勒区。

## 地理
博讷丰（45°31'54"N, 1°59'1"E）面积45.06 平方千米，位于法国新阿基坦大区科雷兹省，该省份为法国中南部省份，北起上维埃纳省和克勒兹省，西接多爾多涅省，南至洛特省，东临多姆山省和康塔爾省。
与博讷丰接壤的市镇（或旧市镇、城区）包括：昂布吕雅、比雅、达维尼亚克、古尔东-米拉、格朗赛涅、佩雷贝莱尔、韦泽尔河畔佩罗勒、普拉迪讷、圣伊里耶勒代雅拉。

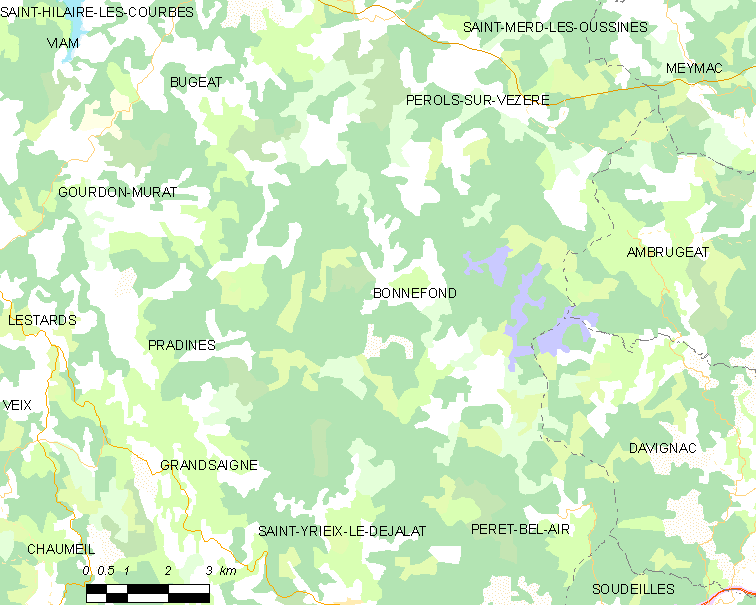
的OSM定位图

博讷丰的时区为UTC+01:00、UTC+02:00（夏令时）。

## 行政
博讷丰的邮政编码为19170，INSEE市镇编码为19027。

## 政治
博讷丰所属的省级选区为米勒瓦什高原县。

## 人口

1962-2008年间人口变化图示

博讷丰于2022年1月1日时的人口数量为114人。